# Léonce Charles Ulrich Pelloutier
Léonce Charles Ulrich Pelloutier (* 30. Oktober 1808 in Nantes; † 18. August 1879 ebenda) war ein französischer Rechtsanwalt, Politiker und Journalist.

## Vorfahren der Pelloutiers
Léonce Charles Ulrich Pelloutiers Vorfahren entstammten einer angesehenen Kaufmannsfamilie aus Jausiers in Südfrankreich, die ursprünglich der waldensischen Glaubensrichtung angehörte. Sie hatte schon seit zwei Jahrzehnten in Jausiers gewohnt und ihren Glauben bewahrt und dafür ihr Vermögen aufgeopfert. Nach einer alten Quelle waren die Pelloutiers, von denen Léonce Pelloutier abstammte, schon Ende des 18. Jahrhunderts in Jausiers als Händler tätig, Nach Brucker gehörte "die Pelloutier-Linie dem gallischen Adel an, die seit zwei Jahrhunderten in Jausiers (einer Festungsstadt im Barinom-Tal im Piemont) blühte und ehrlich von ihrem Handel lebte."

## Leben
Léonce Charles Ulrich Pelloutier wurde 1808 als Sohn von Jean-Ulrich Pelloutier (1723–1780) und Angélique, geborene Taillefer de la Bouchardière, geboren. Der Vater gründete in Nantes eine Fabrik für den Leinwanddruck und erweiterte diese bald um eine mechanische Spinnerei und später eine Weberei. Die Unternehmen wurden unter den Firmen Kuster & Pelloutier bzw. Pelloutier, Bourcard & Cie  betrieben.
Pelletier trug den Spitznamen „Léonce“ und war mit Rose Benjamine Marthe Jaud verheiratet. Aus der Ehe gingen die Kinder Fernand-Léonce Emile Pelloutier (1867–1901) und Maurice Saint-Ange Léonce Pelloutier (1870–1940) hervor.
Foulon schildert den Gegensatz der beiden Brüder Louis Adrian und Léonce. Bei der leidenschaftlichen Verfolgung entgegengesetzter Ziele hätten die beiden Brüder die bewährten Qualitäten ihrer Vorfahren bewiesen: Eigensinn, Mut, Gefahrenverachtung, völlige Selbstlosigkeit und absolute Nonkonformität gegenüber der etablierten Macht. Louis Adrian hatte sein Jurastudium abgeschlossen und hatte als Kind erlebt, welche Nachteile sein Vater durch die Kontinentalsperre infolge der Napoleonischen Kriege erleiden musste. Deshalb schloss er sich der monarchistischen Partei an. Léonce, der spätere Großvater des Fernand Pelloutier, der eine der großen Figuren des französischen revolutionären Syndikalismus wurde, habe mit demselben Enthusiasmus in die entgegengesetzte Richtung gewirkt.
Léonce Pelloutier wurde in einer landhausähnlichen Villa geboren, wenige Tage vor Napoleons Besuch in der bretonischen Stadt. Als sein Vater starb, war er zehn Jahre alt. Seine Mutter heiratete innerhalb kurzer Zeit erneut. Wie seine Brüder erhielt er eine katholische Erziehung und wurde nach Paris geschickt, um sein Jurastudium zu absolvieren. Die Traditionen des zweiten Zuhauses seiner Mutter prägten seinen Geist nur wenig, doch der Umgang mit dem Studentenquartier Quartier Latin in Paris gab ihm eine endgültige Richtung vor. Er wurde vehementer Republikaner.
Pelloutier war ein überzeugter Republikaner während der Julimonarchie, in der Louis-Philippe I. von 1830 bis 1848 König in Frankreich war. Pelloutier war in dem Geheimbund der Carbonaristen involviert und gründete 1833 in Nantes eine Ortsgruppe der Gesellschaft für Menschenrechte. (Société des droits de l’homme). Bei dieser Organisation handelte es sich um eine landesweite Vereinigung mit einem Zentralkomitee und Sektionen mit zehn bis zwanzig Mitgliedern, die durch Mehrheitsbeschluss gewählt wurden. Diese Gesellschaft sammelte auf lokaler Ebene Mitglieder aus einer Vielzahl von Gruppen, die sich für bürgerliche Freiheiten und den Republikanismus einsetzten. Sie war die erste nationale Gesellschaft, die ihre Bildungsaktivitäten auf die Arbeiterklasse ausdehnte.
Léonce Pelloutier galt als einer der kommunistischen Propagandisten und einer der exaltiertesten Republikaner von Nantes. 1835 fiel er durch aufrührerische Äußerungen in den Gasthäusern auf, die von den Arbeitern des Hafens von Nantes frequentiert wurden.
Als Redakteur der Zeitung "National de l’Ouest" versuchte er, eine neue Zeitung namens "L’Alliance libérale" zu gründen. Das Unternehmen, mit Louis-Auguste Blanqui (1805–1881), einem französischen Revolutionär, Theoretiker und früheren Mitglied der Pariser Kommune als Chefredakteur war, scheiterte. Er unternahm verschiedene Reisen und hielt sich eine Zeit lang in Paris auf, wo er mit dem Chemiker François-Vincent Raspail in Verbindung stand, der als Republikaner seit der Julirevolution von 1830 politisch aktiv war. Auch an der 1848er Revolution war er beteiligt. 1848 war Raspail französischer Präsidentschaftskandidat der Sozialisten. 1844 wurde Léonce Pelloutier vor dem Strafgericht in Rennes wegen Vertrauensmissbrauchs angeklagt, ohne dass der Fall direkt mit seiner Tätigkeit als Redakteur des National de l’Ouest in Verbindung gebracht werden konnte.
Im März 1848 wurde er zum Kommissar der provisorischen Regierung im Departement Loire-Inférieure ernannt. Später wurde er als Rechtsanwalt in Nantes zugelassen und spielte bis zu seinem Tod im Jahr 1879 eine Rolle in der liberalen, antinapoleonischen und republikanischen Presse in Nantes, die verschiedene Schattierungen aufwies.
Er ruinierte sein Vermögen, indem er durch die ihm gehörenden Grundstücke in der Prairie-au-Duc, einem Stadtteil von Nantes, einen Kanal (Canal Pelloutier) graben ließ, der den Schiffen einen leichteren Zugang zu den Prairie d’Aval, d’Amont und de Biesse ermöglichen sollte.
Er veröffentlichte verschiedene Broschüren über den Canal de Vendée und Nantes.

## Schriften
- Considérations sur le canal de la Vendée. (digital)[8]
- Alliance libérale. Journal quotidien politique, commercial, industriel et agricole, courrier de la Vendée. (digital)[9]
- Entrepôts réels et fictifs de Nantes. Propriété communale. (digital)[10]